# Dolgodlaka britanka
Dolgodlaka britanka je sestrska pasma med ljubitelji mačk bolj poznane kratkodlake britanke. Dolgodlaka britanka je od oktobra 2017 uradno priznana kot pasma tudi v felinološki organizaciji FIFe. Za dolgodlako britanko velja enak standard kot velja za kratkodlako, razlika je le v dolžini dlake. 
Dolgodlaka britanka je tako močna, mišičasta mačka s čokatim telesom in kratkimi in močnimi nogami. Glava je tako kot pri kratkodlaki britanki velika in okrogla, oči so okrogle in velike, ušesa pa majhna in nasajena široko narazen. Brada je okroglasta in poudarja okroglo glavo in močno čeljust te pasme. 
Barva: dolgodlaka britanka je lahko vseh barv in vzorcev - enobarvna, colourpoint, tabby, osenčena ali v dvobarvnih vzorcih.
Karakter je umirjen, stabilen. Mladički so zelo igrivi in živahni, odrasla mačka pa ne zahteva veliko pozornosti, čeprav zna opozoriti nase. Zelo se navežejo na lastnika in mu rade sledijo pri vsakodnevnih opravilih.
Nega: Dolgodlaka britanka za razliko od kratkodlake zahteva nekaj več nege, treba jo je redno česati (2 - 3x tedensko), da se njena gosta dlaka z močno poddlako ne zvozlja.